# Новое (у деревни Валаево)
Новое — опустевшая деревня в Торопецком районе Тверской области.

## География
Находится в западной части Тверской области на расстоянии приблизительно 33 км на север-северо-запад по прямой от районного центра города Торопец к востоку от деревни Валаево.

## История
На карте 1941 года показана как Новая Деревня с 9 дворами.

## Население
Численность населения не была учтена как в 2002 году, в 2010, и в 2021 году.